# Passgang

Passgang

Kamel im Passgang

Unter Passgang oder Pass (veraltet: Zeltgang oder Zelt) versteht man eine Gangart von Vierbeinern, die sich aus der abwechselnden Bewegung der jeweils rechten oder linken Beine bildet. Während beispielsweise das rechte Hinterbein und das rechte Vorderbein gleichzeitig oder nahezu gleichzeitig auffußen und das Gewicht tragen, befindet sich das entgegengesetzte linke Beinpaar in der Luft und schwingt nach vorn. Bei manchen Pferderassen ist der Passgang eine Besonderheit, bei manchen Säugetieren hingegen die überwiegend genutzte Fortbewegungsart, zum Beispiel bei Giraffen, Kamelen, Elefanten oder Bären.

## Passgang bei Pferden
Die Fähigkeit zum Passgang ist erblich, und bei bestimmten Pferderassen vorherrschend, z. B. bei mongolischen und isländischen Rassen. 
Im Turniersport in Deutschland ist der Pass als Gangart unerwünscht. Er führt zu Abzügen bei der Bewertung in Dressuraufgaben, im Trabrennsport zur Disqualifikation („Disqualifikation blau“). 
Bei bestimmten Pferderassen (zum Beispiel Isländer oder Paso Peruano) ist der Passgang hingegen ein Teil der Prüfung (Rennpass).
In einigen Ländern, wie zum Beispiel den USA, werden Trabrennpferde speziell für den Pass ausgebildet und gezüchtet, da dort auch reine Passrennen gelaufen werden. Derzeit werden bei den Passrennen höhere Geschwindigkeiten erzielt als bei Trabrennen, was möglicherweise daran liegt, dass der Passgänger nicht Gefahr läuft, sich mit dem Hinterfuß ins Vorderbein zu treten und dieses daher länger zum aktiven Vortreiben am Boden lassen kann.
Im Mittelalter wurden sogenannte Zelter, die Pass oder Tölt gingen, als Reisepferde verwendet.

## Passgang beim Menschen
Beim Menschen spricht man einerseits vom Passgang bei einer seltenen Erkrankung in Bezug auf die Bewegungsmotorik, wenn der Betreffende beim Gehen nicht – wie es normal ist – zum Ausgleich des Gleichgewichts den jeweils entgegengesetzten Arm vorschwingt, sondern umgekehrt mit dem rechten Fuß den rechten Arm vorbringt. In der Bundeswehr werden Soldaten, die beim Marschieren im Gleichschritt entsprechend Arm- und Beinbewegung falsch koordinieren, scherzhaft als „Passgänger“ bezeichnet.
Andererseits wird in einigen Schulen traditioneller japanischer Kampfkünste (Koryu) und moderner Ableger wie Aikido eine solche Gehweise gelehrt. Über Ursprung, Zweck und Verbreitung der nanba aruki im alten Japan und den Stellenwert als zeitgemäße Technik wird in der Szene rege spekuliert und diskutiert. Im Shotokan-Karate und dem darauf aufbauenden Taekwon-Do basiert ein großer Teil der Grundbewegungen ebenfalls auf gleichseitiger Kraftübertragung.
Der Passgang ist weiterhin eine Technik, eine Leiter zu besteigen. Dabei werden abwechselnd der linke Arm und der linke Fuß sowie anschließend der rechte Arm und der rechte Fuß zusammen eine Leitersprosse hochgesetzt.
Weiterhin ist es bei einigen Tänzen die Grundbewegungsart, wie z. B. im Slowfox.
Beim Skilanglauf spricht man von Passgang, wenn Beinabstoß und Stockeinsatz einer Seite gleichzeitig ausgeführt werden und nicht – wie beim normal üblichen Diagonalschritt – jeweils gegengleich.